# Methylisothiazolinon
Methylisothiazolinon (MIT) gehört zur Verbindungsklasse der Isothiazolinone und ist ein weit verbreitetes Biozid.

## Eigenschaften

### Chemische Eigenschaften
Methylisothiazolinon kann in der Umwelt durch Hydrolyse, Photolyse, durch Einwirkung nukleophiler Teilchen oder aber mikrobiell abgebaut werden. Während die Hydrolyse im neutralen und in saurem Milieu langsam erfolgt, kann im basischen Bereich ein schneller Abbau beobachtet werden.

## Verwendung
Methylisothiazolinon hat eine mikrobizide Wirkung und wird als Konservierungsmittel in Kosmetika, in Waschmitteln, in Haushalts- und Industriereinigern, in der Wasserbehandlung, Wasserenthärtung, in Schmiermitteln, Dispersionsfarben, Lacken, Klebstoffen, als ein Additiv zu Kerosin und in der Papierherstellung eingesetzt. Oft werden Mischungen mit Chlormethylisothiazolinon (CMIT) oder Benzisothiazolinon verwendet. Gemäß einer Studie enthielten 2000 in der Schweiz 43 % der Farben, Lacke und Beschichtungen die Mischung CMIT/MIT. Bei Klebstoffen, Füllstoffen und Dichtungen waren es 45 %.

## Biologische Bedeutung
In Kosmetika kann das Gemisch von Methylisothiazolinon und Chlormethylisothiazolinon zu Allergien führen. Rund 0,1 % der Bevölkerung reagiert auf Methylisothiazolinon allergisch. Auch beim Aufenthalt in frisch gestrichenen Räumen können Allergien auftreten. 
Seit 2008 nahm bei Allergietests die Häufigkeit einer MIT-Allergie kontinuierlich von 1,6 % (in 2008) auf 7,1 % im Jahre 2015 zu. Dies kann direkt auf den Ersatz von Parabenen durch MIT zurückgeführt werden. Nach 2014 nahm die Zahl der Allergien gegen Methylisothiazolinon in Deutschland dann wieder ab, was wahrscheinlich auf die Begrenzung bzw. das Verbot dieser Konservierungsmittel in der europäischen Kosmetikverordnung zurückzuführen ist.
In den letzten Jahren hat aber auch die alleinige Verwendung von Methylisothiazolinon (ohne Chlormethylisothiazolinon) häufiger zu negativen Hautreaktionen geführt. Der Verband der europäischen Kosmetik-Industrie (Cosmetics Europe) empfiehlt daher, bei auf der Haut verbleibenden Produkten (Leave-on-Produkte) sowie bei kosmetischen Feuchttüchern auf die Verwendung von Methylisothiazolinon zu verzichten. Sensibilisierungen gegen Methylisothiazolinon durch Produkte, die abgewaschen werden (Rinse-off-Produkte), sind nicht zu erwarten.

### Verbot in kosmetischen Leave-on-Produkten
Auf Grundlage einer Stellungnahme des Wissenschaftlichen Ausschusses „Verbrauchersicherheit“ (SCCS) vom 12. Dezember 2013 wurde in der Verordnung (EU) 2016/1198 der Kommission vom 22. Juli 2016 zur Änderung von Anhang V der Verordnung (EG) Nr. 1223/2009 des Europäischen Parlaments und des Rates über kosmetische Mittel der Einsatz von Methylisothiazolinon mit Wirkung zum 12. Februar 2017 in Leave-on-Produkten (Hautcremes und Lotionen) verboten und in Rinse-off-Produkten (z. B. Shampoo) auf einen Anteil von 0,01 % beschränkt. Mit Wirkung per 27. Januar 2018 (Inverkehrbringen) wurde die Höchstkonzentration in Rinse-off-Produkten auf 0,0015 % gesenkt.